# Márnice (Lichtenhain)
Márnice v saské vsi Lichtenhain (místní část velkého okresního města Sebnitz) (německy Leichenhalle Lichtenhain) je klasicistní funerální stavba postavená v roce 1871.

## Historie
Původní lichtenhainský hřbitov založený již ve středověku se rozkládal kolem místního kostela. Protože svou velikostí a umístěním přestal vyhovovat, byl založen při jižním okraji vsi v ulici Hauptstraße nový obecní hřbitov. Ten je od založení spolu s márnicí nepřetržitě používaný. Areál hřbitova je chráněný jako kulturní památka pod číslem 09303239 a márnice jako samostatná kulturní památka pod číslem 09303240.

## Popis
Funerální stavba je postavená v klasicistním slohu na obdélníkovém půdorysu. Průčelí orientované do ulice zdobí masivní pískovcový portál s dřevěnými vraty zakončenými půlkruhovým obloukem. Nad obloukem je umístěný nápis „DURCH NACHT ZUM LICHT“ (česky „Skrze noc ke světlu“). Vršek portálu zdobí kříž a na bocích umístěné akrotériony. Po stranách portálu stojí pilastry. Boční stěny jsou opatřeny vysokými okny s půlkruhovým obloukem. Márnice má nízkou sedlovou střechu.